# Полисциас шлемниковый
Полисциас шлемниковый или полисциас шлемовидный (лат. Polyscias scutellaria) — вечнозелёный тропический кустарник, представитель рода Полисциас (Polyscias). Культивируется как декоративное комнатное растение в регионах с умеренным климатом, хотя больше подходит для оранжерейного содержания из-за повышенных требований к влажности, и как садовое растение в тропических и субтропических регионах. 

## Этимология
Название рода происходит от греческих слов polys — много и skias — тень или навес, подобный тенту, из-за того, что главный зонтик разделен на многочисленные меньшие зонтики.
Видовой эпитет относится к форме листьев, изогнутых как чаша или шлем. 

## Описание
Кустарник или небольшие деревья, 2–6 м высотой. 
Листья сложные, 1- или 2-перистые; черешок 35-30 см, увеличенный и сжимающий у основания, крылатый на 1-6 см с перепончатыми крыльями. Листочков один (односложные листья), 3 или 5 (редко 2 или 4), форма листовков от широкоэллиптической до сплюснутых или почковидных, иногда яйцевидные или обратнояйцевидные, 5–20(-24) × 5–20(-26) см. Основание неглубоко сердцевидное или выпуклое,. вершина закругленная. Поверхность листа бумажная до полукожистая. Край листа почти цельнокрайний до грубозубчатого или неглубоко пильчатого, зубцы короткие.
Соцветие верхушечное, прямостоячее, метёлка из зонтиков; первичная ось 30-100 см; вторичных осей 15-30, в 2-4 мутовках, 15-50 см; третичных осей (цветоносов) 7-30 на вторичной оси, в нерегулярных мутовках, 2-18 мм, с конечным зонтиком обоеполым и боковыми зонтиками тычиночных цветков; цветоножки 1,5-7 мм. Завязь (2 или)3-5-плодолистная; столбики свободные почти до основания, 0,4-0,6 мм в период цветения, раскидистые, расширяющиеся при плодах до 0,8 мм. Плоды встречаются редко, почти шаровидные или приплюснуто-шаровидные (несколько треугольные или четырехугольные при 3 или 4 плодолистиках), высотой 4-6 мм.